# Max Biermann
Friedrich Louis Max Biermann (* 23. November 1856 in Berlin; † 3. Januar 1929 ebenda) war ein deutscher Diplomat und Kolonialbeamter.

## Leben
Max Biermann wurde als Sohn des vereidigten Maklers Rudolf Biermann und dessen Ehefrau Johanna, geborene Berg, in Berlin geboren.
Er besuchte hier zuerst das Französische Gymnasium, wechselte dann zum Joachimsthalschen Gymnasium und legte dort im April 1877 das Abitur ab. Darauf schloss sich ein Studium der Rechtswissenschaften an den Universitäten Tübingen und Berlin an, das er 1880 beendete. Während der Studienzeit absolvierte er ab 1. April 1877 als Einjährig-Freiwilliger den Militärdienst. Die Prüfungen für das Referendarexamen legte er im Juni 1880 erfolgreich ab. Ab Juni wurde er im preußischen Justizdienst angestellt. Noch im Dezember des gleichen Jahres erfolgte seine Beförderung zum Sekonde-Lieutenant der Reserve. Das Assessorexamen bestand er im Mai 1885.
Am 11. Mai 1886 erfolgte die Einberufung Max Biermanns in den Auswärtigen Dienst. Er schlug die konsularische Laufbahn ein, und es folgte zum 12. Mai 1886 sein Dienstantritt im Auswärtigen Amt Berlin in der Abteilung II (Handelspolitik). Anfang des Folgejahres wechselte er in die Abteilung III (Recht).
Sein erster Auslandseinsatz führte ihn im Mai 1888 nach Apia. Hier trat er am deutschen Konsulat mit dem Charakter eines Vizekonsuls am 22. Juni 1888 seinen Dienst an. Bereits im Sommer des gleichen Jahres wurde er, nun als ernannter Vizekonsul, mit der kommissarischen Verwaltung des deutschen Schutzgebietes der Marshallinseln beauftragt. Zusätzlich folgte im März 1889 die Übernahme der Geschäfte auf dem Jaluitatoll, das zu den Marshallinseln gehörte.
Im April 1889 wurde Biermann als Kommissar für das Schutzgebiet der Marshallinseln eingesetzt. Ab Mai 1891 war er im Urlaub und man übertrug ihm im Charakter eines Konsuls im November die kommissarische Leitung des Konsulats in Apia. Ende Januar 1892 übernahm er die Geschäfte dort. Von Ende März 1895 an war er im Urlaub.
Mitte Juni 1895 wurde er für einen Monat zur kommissarischen Beschäftigung ins Auswärtige Amt nach Berlin zur Abteilung IV (Kolonien) beordert. Von hier führte ihn ein nächster Einsatz im November 1895 an das deutsche Konsulat nach Bombay. Die Amtsgeschäfte übernahm er dann Mitte Januar 1896. Zwischendurch wurde ihm von August bis November 1897 die kommissarische Leitung der Minister-Residenz in Bangkok übertragen. Am Konsulat in Bombay verblieb er dann bis April 1898 und wechselte von hier an das deutsche Konsulat nach Pretoria. Hier übernahm er die Geschäfte am 31. Mai 1898 und wurde von Ende 1901 bis Februar 1902 erneut zur kommissarischen Beschäftigung nach Berlin, wieder in die Abteilung IV (Kolonien) geholt. Sein Einsatz in Pretoria endete im Frühjahr 1904. Mit dem Charakter als Generalkonsul übernahm danach Biermann das Konsulat in Helsingfors ab 30. September 1904. Dieser Einsatz dauerte nur ein Jahr und der nächste Wechsel erfolgte an das deutsche Generalkonsulat in Sankt Petersburg. Hier übernahm er am 1. Januar 1906 die Amtsgeschäfte. Erst auf Grund des Kriegszustandes zwischen Russland und Deutschland wurde das Konsulat am 1. August 1914 geschlossen und Biermann kehrte nach Berlin zurück.
Max Biermann wurde nach Kriegsbeginn ab 11. August 1914 kommissarisch im Auswärtigen Amt Abteilung II (Handelspolitik) beschäftigt. Noch im gleichen Jahr wurde er ab November formal in den einstweiligen Ruhestand versetzt, aber bis April 1915 in der Abteilung II weiterbeschäftigt. Ab Juli wechselt er dann zur kommissarischen Beschäftigung in die neu geschaffene Abteilung IV (Nachrichten). Doch bereits im Mai 1916 wurde er zur kommissarischen Leitung des deutschen Konsulats vorübergehend nach Brünn entsandt. Auf Grund seiner besonderen regionalen Erfahrungen wurde Biermann ab Dezember 1917 zur Teilnahme an den deutsch-russischen Waffenstillstandsverhandlungen in Sankt Petersburg hinzugezogen. Diese dauerten bis Februar 1918 an. Nach dem erfolgreichen Ausgang übernahm er noch im Mai 1918 die kommissarische Leitung des Generalkonsulats in Sankt Petersburg, das wieder eingerichtet worden war. Die Amtsgeschäfte wurden bis Juli 1918 von ihm vor Ort geführt, darauf kehrte er nach Berlin in die Abteilung IV zurück.
Seine Beschäftigung im Auswärtigen Amt endete dann am 15. Juni 1920. Von diesem Zeitpunkt an war Max Biermann beim Reichskommissar für Auslandsschäden als Vorsitzender der Spruchkommission eingesetzt. Mit Wirkung vom 30. November 1923 wurde er in den Ruhestand versetzt.